# Barbie in Schwanensee
Barbie in Schwanensee (Originaltitel Barbie of Swan Lake) ist ein US-amerikanischer Animationsfilm aus dem Jahr 2003. Es handelt sich um eine Direct-to-Video-Produktion von Mainframe Entertainment in Kooperation mit Mattel Entertainment, Regie führte Owen Hurley.

## Handlung
Odette, Tochter eines Bäckers, folgt einem Einhorn in einen Zauberwald, in der sich die Feenkönigin und ihr Cousin, der böse Zauberer Rothbart, um die Herrschaft streiten. Rothbart verwandelt Odette bei ihrer ersten Begegnung in einen Schwan. Die Feenkönigin mildert den Fluch, sodass Odette in der Nacht ihre menschliche Gestalt zurückerhält. Die ebenfalls verzauberten Bewohner des Waldes glauben, dass Odette diejenige ist, der es gemäß einer Prophezeiung mit Hilfe eines magischen Kristalls gelingen wird, ihre Welt von dem bösen Zauber zu befreien. Gemeinsam mit dem Einhorn Lila und dem Troll Erasmus lüftet Odette das Geheimnis des Kristalls. Als sich Daniel, der Prinz ihres Heimatlandes, in den magischen Wald verirrt, verliebt er sich in Odette. Der Zauber Rothbarts kann nur gebrochen werden, wenn der Prinz der Trägerin des Kristalls seine ewige Liebe schwört. Mit einer List gelingt es Rothbart, dass Prinz Daniel seiner Tochter Odile diesen Schwur leistet, weil er sie für Odette hält. Durch den falschen Schwur löst sich auch der Zauber über Odette, die ihre menschliche Gestalt zurückerhält und mit der Feenkönigin und ihrem Gefolge in den Zauberwald flüchtet. Dort kommt es zu einem Kampf zwischen Rothbart, Odette und dem zu Hilfe eilenden Prinz Daniel, bei dem der Zauberer durch die Kraft des Kristalls besiegt werden kann.

## Hintergrund
Der Film ist der dritte Teil einer Reihe von Filmen mit der Barbie-Puppe als animierte Figur. Die Musik stammt aus dem Ballett Schwanensee von Pjotr Iljitsch Tschaikowski, gespielt vom London Symphony Orchestra. Die animierten Tanzszenen beruhen auf Bewegungen von Tänzern des New York City Ballet. So sind der Schwarze Schwan Pas de Deux (Adagio), Spanischer Tanz, Ungarischer Tanz, Neapolitanischer Tanz und der Tanz der vier kleinen Schwäne zu sehen. Es gibt auch Tanzsequenzen zu der Musik der Walzer aus dem 1. und 2. Akt.

## Synchronisation
Die Synchronisation des Films wurde bei der Deutschen Synchron nach einem Dialogbuch und unter der Dialogregie von Beate Gerlach erstellt.
| Rolle           | Englische Sprecher | Deutsche Sprecher        |
| --------------- | ------------------ | ------------------------ |
| Barbie / Odette | Kelly Sheridan     | Ilona Brokowski          |
| Prinz Daniel    | Mark Hildreth      | Gerrit Schmidt-Foß       |
| Rothbart        | Kelsey Grammer     | Joachim Kerzel           |
| Lila            | Venus Terzo        | Irina von Bentheim       |
| Marie           | Kathleen Barr      | Marie Bierstedt          |
| Carlita         | Nicole Oliver      | Manja Doering            |
| Ivan            | Ian James Corlett  | Santiago Ziesmer         |
| Odile           | Maggie Wheeler     | Diana Borgwardt          |
| Erasmus         | Michael Dobson     | Hans Teuscher            |
| Shelly          | Chantal Strand     | Daniela Reidies          |
| Königin         | Gina Stockdale     | Kerstin Sanders-Dornseif |
| Reggie          | Brian Dummond      | Michael Iwannek          |
| Bäcker          | Garry Chalk        | Helmut Gauß              |